# Embrace (gruppo musicale statunitense)
Gli Embrace sono stati un gruppo musicale statunitense emo dalla breve carriera, ma dalla grande importanza nella nascita di questo genere musicale. Insieme ai Rites of Spring e ad altri gruppi dell'area di Washington D.C. gli Embrace sono ritenuti i fondatori del genere e una delle principali band della cosiddetta prima ondata dell'emo.

## Storia
Cantante e chitarrista della band era Ian MacKaye, celebre musicista hardcore punk che precedentemente aveva fondato i Minor Threat e l'ideologia dello straight edge, e che dopo la breve ma intensa parentesi degli Embrace fonderà gli Egg Hunt e da lì, insieme al chitarrista dei Rites of Spring, i Fugazi.

## Discografia

### Album in studio
- 1987 - Embrace

### Raccolte Autori Vari
- 2002 - 20 Years of Dischord (con il brano Money)

## Formazione
- Ian MacKaye - voce, chitarra
- Michael Hampton - chitarra
- Ivor Hanson - basso
- Chris Bald - batteria